# Thunder Alley (film, 1967)
Pour les articles homonymes, voir Thunder Alley.
Pour plus de détails, voir Fiche technique et Distribution.
Thunder Alley est un film américain réalisé par Richard Rush, sorti en 1967. Il peut être rapproché, bien que n'en faisant pas officiellement partie, à la série de films initiée en 1963 avec Beach Party par American International Pictures.

## Synopsis
Le pilote de stock-car Tommy Callahan est contraint de rejoindre le cirque motorisé de Pete Madsen car il a causé un accident mortel lors d'une course après avoir eu un blackout. Il apprend à Francie, la fille de Pete, et à son copain Eddie Sands tout ce qu'il sait sur la conduite automobile. Eddie apprend vite et il est séduit par Annie Blaine, l'ex-copine de Tommy, après avoir gagné sa première course. Tommy et Eddie deviennent de féroces rivaux lors de la course suivante, au cours de laquelle Tommy fait équipe avec Francie et se remémore la cause de ses blackouts.

## Fiche technique
- Réalisation : Richard Rush
- Scénario : Sy Salkowitz
- Musique : Mike Curb
- Photographie : Monroe P. Askins
- Montage : Kenneth G. Crane et Ronald Sinclair
- Production : Samuel Z. Arkoff, James H. Nicholson et Burt Topper
- Sociétés de production : American International Pictures
- Pays de production :  États-Unis
- Format : Couleurs - 2,35:1 - Mono - 35 mm
- Genre : film de sport
- Durée : 89 minutes
- Date de sortie :
  - États-Unis : 22 mars 1967

## Distribution
- Annette Funicello : Francie Madsen
- Fabian Forte : Tommy Callahan
- Diane McBain : Annie Blaine
- Warren Berlinger : Eddie Sands
- Jan Murray : Pete Madsen
- Stanley Adams : Mac Lunsford
- Michael T. Mikler : Harry Wise
- Maureen Arthur : Babe
- Kip King : Dom
- Michael Bell : Leroy Johnson

## Accueil
Le film a été un échec commercial, rapportant seulement 1 250 000 $ en Amérique du Nord pour un budget de 1 400 000 $.